# Bernard Voorhoof
Bernardus Voorhoof (Lier, Provincia de Amberes; 11 de mayo de 1910-ibídem, 18 de febrero de 1974), más conocido como Bernard Voorhoof, fue un futbolista belga, se desempeñó en las posiciones de centrodelantero y también como volante con llegada. Una encuesta realizada en 2006 lo posicionó como el jugador más valioso de la institución Koninklijke Lierse Sportkring en su historia.

## Trayectoria
En la temporada 1926-27 de la segunda división de Bélgica formó parte del equipo de T.S.V. Lyra, equipo rádicado de la ciudad de Lier. En este equipo se le conoció con el nombre Van Hoof.
La mayor parte de su carrera la realizó en el club Koninklijke Lierse Sportkring, en donde estuvo 21 temporadas. En su año debut como profesional, marcó 10 goles en 20 partidos disputados. Ganó la liga de la Primera División de Bélgica en dos ocasiones, la primera en la temporada 1931-32 y la segunda en la temporada 1941-42, anotando en estas temporadas 22 y 20 goles respectivamente. Durante su periodo en el club logró convertir un total de 318 goles en 529 participaciones.
En la temporada de 1948-49 pasó a ser parte del equipo R.R.F.C. Montegnée participando en la tercera división de Bélgica, en donde anotó en total 14 goles en 30 partidos disputados. En este club se retiró del fútbol como jugador.

## Selección nacional
Debutó con la selección nacional de fútbol de Bélgica a los 17 años con 341 días, el 15 de abril de 1928, en el encuentro amistoso contra de la selección de Francia, en Colombes. El partido terminó 3 a 2 a favor de Francia. Anotó un gol del encuentro.
Formó parte del plantel que participó en los Juegos Olímpicos de Ámsterdam 1928, siendo suplente en el partido contra la selección nacional de fútbol de Argentina.
Participó en tres ediciones de la Copa Mundial de Fútbol, estas fueron en el año 1930 de Uruguay, 1934 de Italia y en la edición de 1938 de Francia.

## Estadísticas

### Clubes
| División                      | Partidos | Goles | Promedio goleador |
| ----------------------------- | -------- | ----- | ----------------- |
| Koninklijke Lierse Sportkring | 529      | 318   | 0.6               |
| R.R.F.C. Montegnée            | 30       | 14    | 0.47              |
| Selección Belga               | 61       | 30    | 0.49              |
| Total                         | 620      | 352   | 0.57              |